# Nicolas Brusque
Pour les articles homonymes, voir Brusque.
Pas d'image ? Cliquez ici

a Compétitions nationales et continentales officielles uniquement.

b Matchs officiels uniquement.
Dernière mise à jour le 1er août 2014.
Nicolas Brusque, né le 7 août 1976 à Pau (Pyrénées-Atlantiques), est un joueur international français de rugby à XV. Il évolue au poste d'arrière (1,89 m pour 84 kg).
Avec la Section paloise, il remporte le Challenge européen en 2000 puis devient avec le Biarritz olympique trois fois champion de France en 2002, 2005 et 2006.
Avec le XV de France, il remporte deux fois le Tournoi des Six Nations en 2002 et 2004. 
De 2015 à 2018, il est le président du Biarritz olympique. Il est le fils de Gérard Brusque, légende de la Section paloise.

## Biographie
Le 11 novembre 1997, il joue son premier match avec les Barbarians français contre l'Afrique du Sud à Biarritz. Les Baa-Baas s'imposent 40 à 22. En novembre 2001, il connaît une nouvelle sélection avec les Barbarians français contre les Fidji à Toulon. Les Baa-Baas s'inclinent 17 à 15.
Le 11 novembre 1998, il joue de nouveau avec les Barbarians français contre l'Argentine à Bourgoin-Jallieu. Les Baa-Baas s'imposent 38 à 30.
En juin 1999, il participe à la tournée des Barbarians français en Argentine. Il est titulaire contre le Buenos Aires Rugby Club à San Isidro. Les Baa-Baas s'imposent 52 à 17. Puis, il est remplaçant contre les Barbarians Sud-Américains à La Plata. Il remplace en cours de jeu Franck Corrihons. Les Baa-Baas français s'imposent 45 à 28. À la suite de la blessure de Thomas Castaignède, il est appelé à rejoindre l'Equipe de France durant la Coupe du Monde. Il ne joue cependant pas.
En 2001, il rejoint le Biarritz olympique pour gagner des titres. Dès sa première saison au club, il remporte le titre de champion de France 2002 avec des joueurs comme Bernat-Salles, Betsen ou Roumat. En 2002, à la suite du forfait de Clément Poitrenaud, puis de Nicolas Jeanjean, il est titulaire dans le tournoi des 6 Nations, qu'il remporte. En 2003, après avoir été écarté durant le tournoi des 6 Nations, il dispute la demi-finale de la Coupe du Monde. Titulaire, il partage son temps de jeu avec Clément Poitrenaud. Il marque d'ailleurs pendant la compétition un essai contre l'Écosse lors de la victoire 51-9 en phase de poule.
En 2004, il remporte un nouveau grand chelem. Ensuite écarté de l'équipe de France, il dispute son dernier match international contre l'Ecosse, en 2006, une défaite en ouverture du Tournoi des 6 Nations.
En mars 2007, il est sélectionné avec les Barbarians français pour jouer un match contre l'Argentine à Biarritz. Les Baa-Baas s'inclinent 28 à 14.
En juin 2009, il participe à la tournée des Barbarians français en Argentine pour affronter le Rosario Invitación XV puis les Pumas,. Les Baa-Baas l'emportent 54 à 30 contre Rosario puis s'inclinent 32 à 18 contre l'Argentine à Buenos Aires.
En juillet 2009, il devient président des Socios du BO et, c'est une première dans un club pro, ouvre un blog sur le site internet officiel du club. "Le club m’a beaucoup donné et je veux le lui rendre. Nous devons construire ensemble une grande famille". En avril 2010, à 33 ans, il met un terme à sa carrière en raison de douleurs récurrentes au cartilage du genou.
Le 13 août 2015, Nicolas Brusque est nommé président du Biarritz olympique Pays basque par le conseil d'administration du club, deux mois après la démission de Serge Blanco. Le 5 février 2018, la société A-Team Sports Investments (ATSI), qui possède plus de 50% des parts du BO depuis l'année précédente, a révoqué les administrateurs historiques du club lors d'une assemblée générale des actionnaires, et pris le contrôle du conseil d'administration. Mis en minorité, Nicolas Brusque a été remplacé à la tête du club par Benjamin Gufflet.
Il fait son retour au sein du club en juin 2018 à la suite du sauvetage du club par Louis-Vincent Gave et Jean-Baptiste Aldigé. Le 6 juin 2018, Louis-Vincent Gave devient président du conseil de surveillance tandis que Nicolas Brusque et Laurent Mindurry intègrent le directoire provisoire présidé par Jean-Baptiste Aldigé. À partir de juillet 2018, il est finalement membre du conseil de surveillance présidé par Louis-Vincent Gave.

## Carrière

### En club
- jusqu'en 2001 : Section paloise
- 2001-2010 : Biarritz olympique (45 essais)

### En équipe de France
Il a connu sa première sélection le 22 octobre 1997 contre l'équipe de Roumanie en Coupe latine.

## Palmarès

### En club

#### Avec le Biarritz olympique
- Championnat de France de première division : 
  - Champion (3) : 2002, 2005 et 2006
- Coupe d'Europe : 
  - Finaliste (1) : 2006

#### Avec la Section paloise
- Bouclier européen :
  - Vainqueur (1) : 2000
- Coupe de France Yves du manoir : 
  - Vainqueur (1) : 1997

### En équipe de France
- Grand chelem : 2002, 2004
- Vainqueur du Tournoi des Six Nations : 2006
- Coupe Latine : 1997

### Autres sélections
- International universitaire (champion du monde en 1996)
- International junior F.I.R.A. (champion du monde en 1995)
- Champion de France U.N.S.S. en 1994

## Statistiques en équipe nationale
- 26 sélections
- 7 essais, 1 drop (38 points)

### Tournoi des Six Nations
| Édition          | Rang | Résultats France | Résultats Brusque | Matchs Brusque |
| ---------------- | ---- | ---------------- | ----------------- | -------------- |
| Six Nations 2002 | 1    | 5 v, 0 n, 0 d    | 4 v, 0 n, 0 d     | 4/5            |
| Six Nations 2004 | 1    | 5 v, 0 n, 0 d    | 5 v, 0 n, 0 d     | 5/5            |
| Six Nations 2006 | 1    | 4 v, 0 n, 1 d    | 0 v, 0 n, 1 d     | 1/5            |

Légende : v = victoire ; n = match nul ; d = défaite ; la ligne est en gras quand il y a Grand Chelem.

### Coupe du monde
En Coupe du monde :
- 2003 : demi-finaliste (5 matchs, 4 titularisations, 1 essai, 1 drop)

| Édition        | Rang      | Résultats France | Résultats Brusque | Matchs Brusque |
| -------------- | --------- | ---------------- | ----------------- | -------------- |
| Australie 2003 | Quatrième | 5 v, 0 n, 2 d    | 3 v, 0 n, 2 d     | 5/7            |

Légende : v = victoire ; n = match nul ; d = défaite.